# Łosiewo
Łosiewo (biał. Лосева; ros. Лосево) – wieś na Białorusi, w obwodzie grodzieńskim, w rejonie grodzieńskim, w sielsowiecie Porzecze.
Znajduje się tu przystanek kolejowy Łosiewo na linii dawnej Kolei Warszawsko-Petersburskiej.

## Historia
W dwudziestoleciu międzywojennym wieś leżała w Polsce, w województwie białostockim, w powiecie grodzieńskim, w gminie Porzecze.
Według Powszechnego Spisu Ludności z 1921 roku zamieszkiwało tu 151 osób, 145 było wyznania rzymskokatolickiego a 6 prawosławnego. Jednocześnie 145 zadeklarowało polską przynależność narodową a 6 białoruską. Było tu 26 budynków mieszkalnych
.
Miejscowość należała do parafii rzymskokatolickiej i prawosławnej w Porzeczu. Podlegała pod Sąd Grodzki w Druskiennikach i Okręgowy w Grodnie; właściwy urząd pocztowy mieścił się w Porzeczu.
W wyniku napaści ZSRR na Polskę we wrześniu 1939 miejscowość znalazła się pod okupacją sowiecką. 2 listopada została włączona do Białoruskiej SRR. 4 grudnia 1939 włączona do nowo utworzonego obwodu białostockiego. Od czerwca 1941 roku pod okupacją niemiecką. 22 lipca 1941 r. włączona w skład okręgu białostockiego III Rzeszy. W 1944 miejscowość została ponownie zajęta przez wojska sowieckie i włączona do obwodu grodzieńskiego Białoruskiej SRR.
Od 1991 w strukturach Białorusi.